# Mistrzostwa Świata w Tenisie Stołowym 1931
5. Mistrzostwa świata w tenisie stołowym odbyły się w dniach 10–15 lutego 1931 roku w Budapeszcie. Zawody zostały zdominowane przez reprezentantów Węgier, którzy zwyciężyli we wszystkich konkurencjach.

## Końcowa klasyfikacja medalowa
| Miejsce | Państwo        | Złoto | Srebro | Brąz | Razem |
| ------- | -------------- | ----- | ------ | ---- | ----- |
| 1       | Węgry          | 6     | 4      | 5    | 15    |
| 2       | Niemcy         | 0     | 1      | 2    | 3     |
| 2       | Czechosłowacja | 0     | 1      | 2    | 3     |
| 4       | Anglia         | 0     | 1      | 0    | 1     |
| 5       | Austria        | 0     | 0      | 2    | 2     |

## Medaliści
| Konkurencja:               | Złoto:                            | Srebro:                          | Brąz:                                                           |
| gra pojedyncza kobiet      | Mária Mednyánszky                 | Mona Muller-Rüster               | Magda Gal Anna Sipos                                            |
| gra pojedyncza mężczyzn    | Miklós Szabados                   | Viktor Barna                     | Ferenc Kovacs Nikita Madjaroglou                                |
| gra podwójna kobiet        | Mária Mednyánszky Anna Sipos      | Magda Gal Lili Tiszai            | Lili Forbath Helly Reitzer Mona Muller-Rüster Marie Smidova     |
| gra podwójna mężczyzn      | Viktor Barna Miklós Szabados      | Lajos Leopold David István Kelen | Jindrich Lauterbach Karel Svoboda Manfred Feher Alfred Liebster |
| gra mieszana               | Miklós Szabados Mária Mednyánszky | Viktor Barna Anna Sipos          | Sándor Glancz Magda Gal Laszlo Bellak Marta Komaromi            |
| konkurs drużynowy mężczyzn | Węgry                             | Anglia · Czechosłowacja          |                                                                 |